# Real, Muy Ilustre y Capitular Cofradía de la Flagelación de Nuestro Señor Jesucristo, Nuestra Señora de las Angustias y Santísimo Cristo de los Remedios
La Real, Muy Ilustre y Capitular Cofradía de la Flagelación de Nuestro Señor Jesucristo, Nuestra Señora de las Angustias y Santísimo Cristo de los Remedios es una cofradía de culto católico que tiene su sede canónica en la Catedral de San Cristóbal de La Laguna de la ciudad homónima, en la isla de Tenerife, en la comunidad autónoma de Canarias (España).

## Historia
La cofradía fue fundada coincidiendo con una época de renovación de la Semana Santa de San Cristóbal de La Laguna. Su fundación fue alentada por el obispo Domingo Pérez Cáceres, la cual se constituyó oficialmente el 25 de junio de 1951.
La cofradía adoptó como titulares al Cristo atado a la columna y la Virgen de las Angustias que se veneran en la catedral de la ciudad.  
En 1952, la cofradía adopta los títulos de Muy Ilustre y Capitular. En 1989 la cofradía incorporó como titular la imagen del Cristo de los Remedios. Este Cristo, históricamente muy venerado en la ciudad y la isla, tuvo cofradía propia la cual fue agregada en 1644 a la Cofradía del Santísimo Crucifijo de la Iglesia de San Marcello al Corso en Roma. Un raro privilegio que ostentaron muy pocas cofradías cristológicas.
En septiembre de 2005 se le confiere a la cofradía el título de Real por parte del Rey de España Juan Carlos I. En ese mismo año la Diócesis de Tenerife ratificó dicho título. 
El escudo de la corporación consiste en un látigo con 5 flagelos y una espada, estos cruzados en forma de aspa y rodeados por una corona de espinas, con la corona real encima.

## Titulares
- Cristo atado a la columna: Escultura que fue bendecida en 1756 y fue creada por el escultor Pietro Galleano en Génova (Italia).

- Nuestra Señora de las Angustias: Imagen realizada en Sevilla y atribuida al escultor Gabriel de Astorga y Miranda.

- Cristo de los Remedios: Se trata de una imagen que reside en la antigua Iglesia de Los Remedios (actual catedral) desde el siglo XVI, y ya desde el siglo XVII se le consideraba de muchisíma antigüedad, tanto que no hay noticia de su origen, aunque se la presupone realizada en la isla de Tenerife.

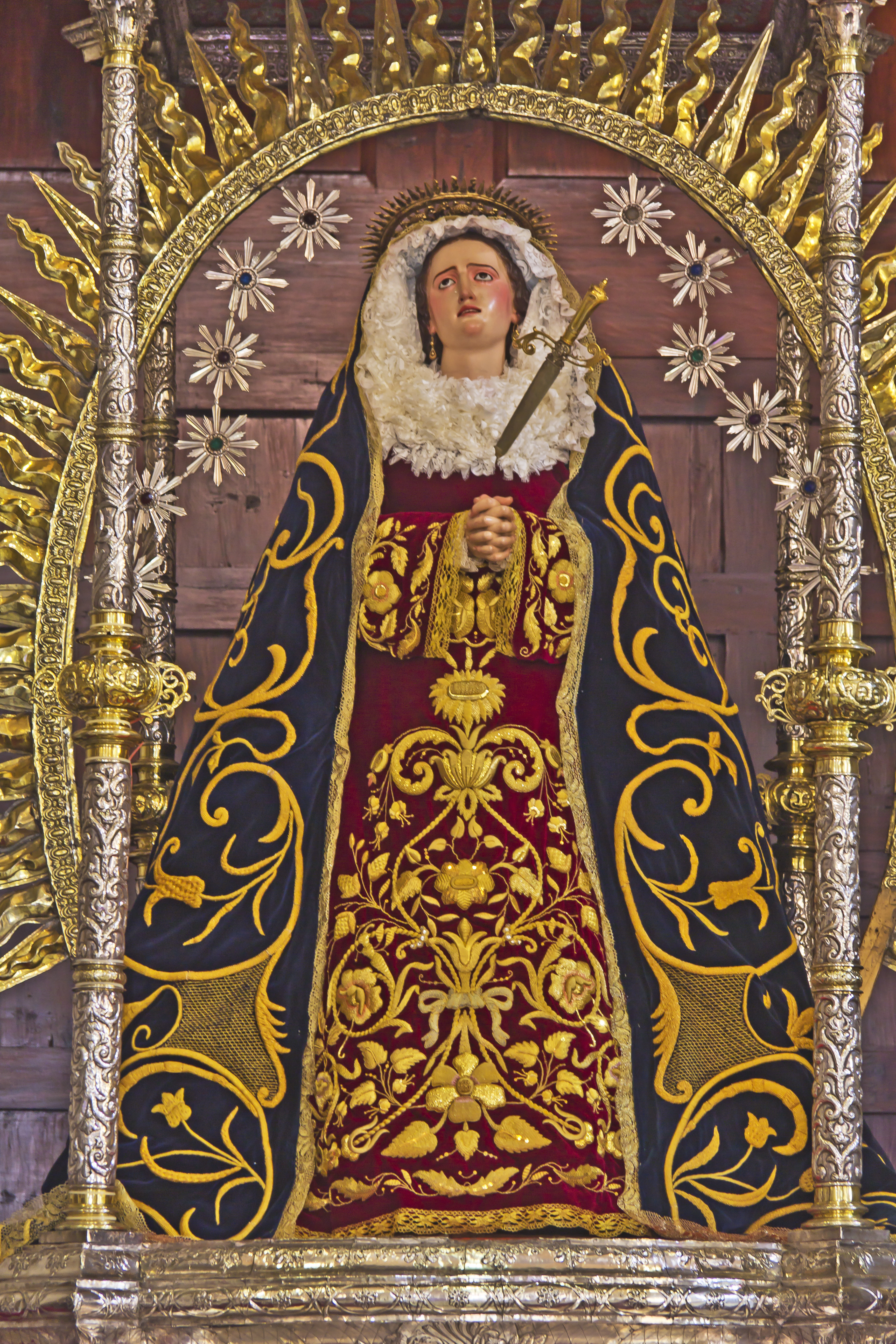
Nuestra Señora de las Angustias
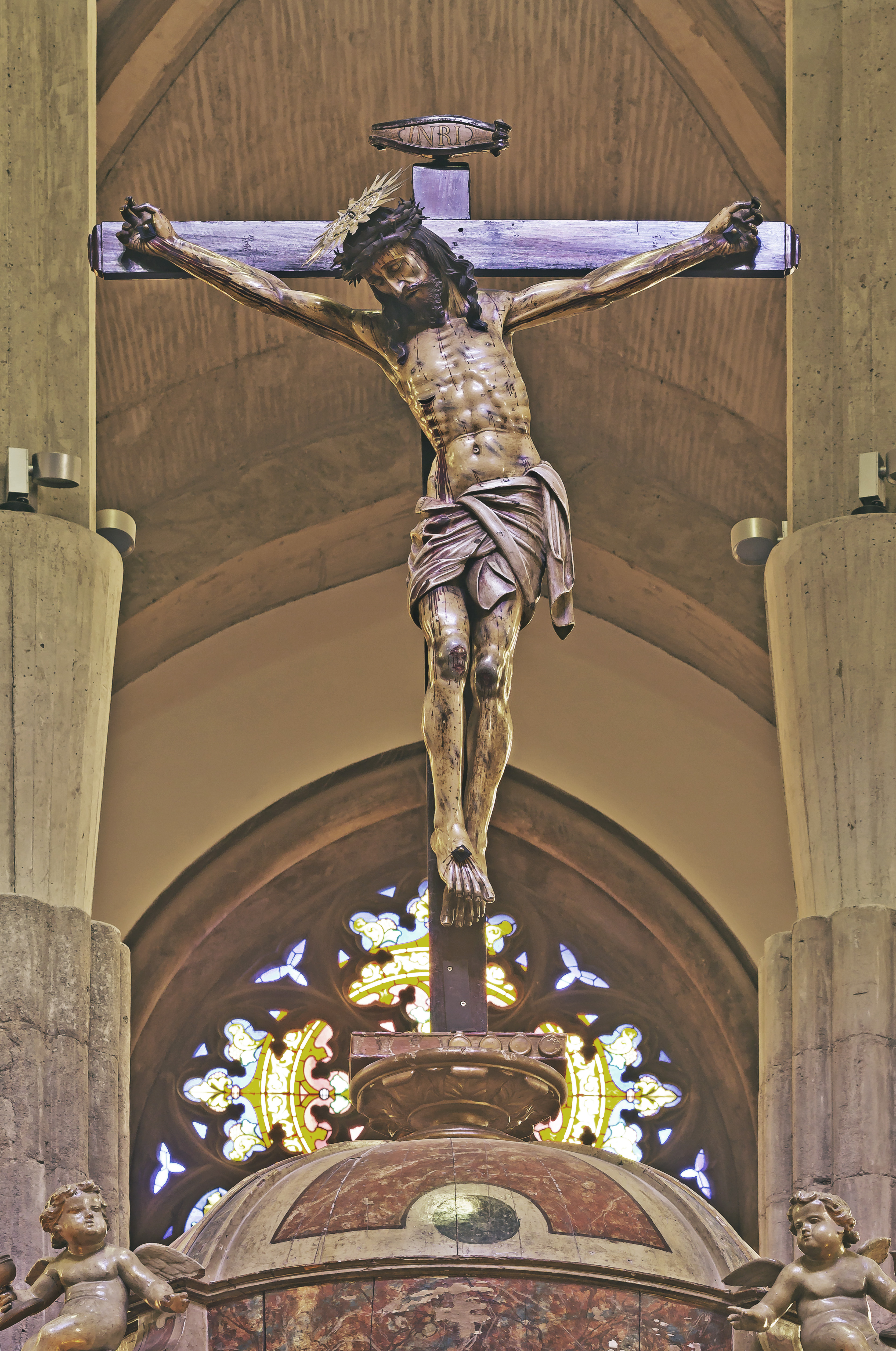
Cristo de los Remedios

## Salidas Procesionales
- Martes Santo: A las 19:30 horas, procesión del Señor Atado a la Columna, Nuestra Señora de las Angustias y Santísimo Cristo de los Remedios.[4]

- Viernes Santo: A las 17:00 horas, Procesión Magna.[4]